# Ashley Whitney
Ashley Ann Whitney (Nashville, Estados Unidos, 21 de agosto de 1979) es una nadadora retirada especialista en estilo libre. Fue olímpica en los Juegos Olímpicos de Atlanta 1996 donde consiguió una medalla de oro en la prueba de 4x200 metros libres tras nadar las series eliminatorias. Durante el Campeonato Mundial de Natación de 1998, se proclamó subcampeona mundial en la misma prueba, tras nadar también las series eliminatorias.

## Palmarés internacional
| Juegos Olímpicos               | Juegos Olímpicos          | Juegos Olímpicos | Juegos Olímpicos |
| Año                            | Lugar                     | Medalla          | Prueba           |
| ------------------------------ | ------------------------- | ---------------- | ---------------- |
| 1996                           | Atlanta ( Estados Unidos) | Medalla de oro   | 4x200 m libres   |
| Campeonato Mundial de Natación |                           |                  |                  |
| 1998                           | Perth ( Australia)        | Medalla de plata | 4x200 m libres   |